# Van Halen/Diskografie
Diese Diskografie ist eine Übersicht über die musikalischen Werke der US-amerikanischen Hard-Rock-Band Van Halen. Den Schallplattenauszeichnungen zufolge hat sie bisher mehr als 99,7 Millionen Tonträger verkauft, davon alleine in ihrer Heimat über 57,8 Millionen. Ihre erfolgreichsten Veröffentlichungen sind das Debütalbum Van Halen und das sechste Studioalbum 1984 mit jeweils über 17 Millionen verkauften Einheiten.

## Alben

### Studioalben
| Jahr | Titel Musiklabel                                   | Höchstplatzierung, Gesamtwochen, AuszeichnungChartplatzierungen (Jahr, Titel, Musiklabel, Platzierungen, Wochen, Auszeichnungen, Anmerkungen) | Höchstplatzierung, Gesamtwochen, AuszeichnungChartplatzierungen (Jahr, Titel, Musiklabel, Platzierungen, Wochen, Auszeichnungen, Anmerkungen) | Höchstplatzierung, Gesamtwochen, AuszeichnungChartplatzierungen (Jahr, Titel, Musiklabel, Platzierungen, Wochen, Auszeichnungen, Anmerkungen) | Höchstplatzierung, Gesamtwochen, AuszeichnungChartplatzierungen (Jahr, Titel, Musiklabel, Platzierungen, Wochen, Auszeichnungen, Anmerkungen) | Höchstplatzierung, Gesamtwochen, AuszeichnungChartplatzierungen (Jahr, Titel, Musiklabel, Platzierungen, Wochen, Auszeichnungen, Anmerkungen) | Anmerkungen                                                   |
| Jahr | Titel Musiklabel                                   | DE | AT | CH | UK | US | Anmerkungen                                                   |
| ---- | -------------------------------------------------- | --- | --- | --- | --- | --- | ------------------------------------------------------------- |
| 1978 | Van Halen Warner Bros. Records                     | DE— GoldDE | — | — | UK34 Gold · (11 Wo.)UK | US19 Diamant · (173 Wo.)US | Erstveröffentlichung: 10. Februar 1978 Verkäufe: + 17.000.000 |
| 1979 | Van Halen II Warner Bros. Records                  | DE24 (6 Wo.)DE | — | — | UK23 (7 Wo.)UK | US6 ×5Fünffachplatin · (47 Wo.)US | Erstveröffentlichung: 23. März 1979 Verkäufe: + 8.000.000     |
| 1980 | Women and Children First Warner Bros. Records      | DE19 (18 Wo.)DE | — | — | UK15 (7 Wo.)UK | US6 ×3Dreifachplatin · (31 Wo.)US | Erstveröffentlichung: 26. März 1980 Verkäufe: + 6.000.000     |
| 1981 | Fair Warning Warner Bros. Records                  | DE37 (10 Wo.)DE | — | — | UK49 (4 Wo.)UK | US5 ×2Doppelplatin · (23 Wo.)US | Erstveröffentlichung: 29. April 1981 Verkäufe: + 3.000.000    |
| 1982 | Diver Down Warner Bros. Records                    | DE65 (1 Wo.)DE | — | — | UK36 (5 Wo.)UK | US3 ×4Vierfachplatin · (65 Wo.)US | Erstveröffentlichung: 14. April 1982 Verkäufe: + 5.000.000    |
| 1984 | 1984 Warner Bros. Records                          | DE11 Platin · (30 Wo.)DE | AT12 (6 Wo.)AT | CH7 (20 Wo.)CH | UK15 Gold · (25 Wo.)UK | US2 Diamant · (83 Wo.)US | Erstveröffentlichung: 9. Januar 1984 Verkäufe: + 17.000.000   |
| 1986 | 5150 Warner Bros. Records                          | DE11 Gold · (27 Wo.)DE | AT13 (4 Wo.)AT | CH16 (8 Wo.)CH | UK16 Silber · (18 Wo.)UK | US1 ×6Sechsfachplatin · (65 Wo.)US | Erstveröffentlichung: 24. März 1986 Verkäufe: + 11.000.000    |
| 1988 | OU812 Warner Bros. Records                         | DE12 (15 Wo.)DE | AT21 (4 Wo.)AT | CH9 (8 Wo.)CH | UK16 Silber · (12 Wo.)UK | US1 ×4Vierfachplatin · (48 Wo.)US | Erstveröffentlichung: 20. Mai 1988 Verkäufe: + 5.000.000      |
| 1991 | For Unlawful Carnal Knowledge Warner Bros. Records | DE6 (19 Wo.)DE | AT21 (11 Wo.)AT | CH11 (13 Wo.)CH | UK12 Silber · (5 Wo.)UK | US1 ×3Dreifachplatin · (74 Wo.)US | Erstveröffentlichung: 17. Juni 1991 Verkäufe: + 4.500.000     |
| 1995 | Balance Warner Bros. Records                       | DE8 (17 Wo.)DE | AT18 (8 Wo.)AT | CH6 (19 Wo.)CH | UK8 (4 Wo.)UK | US1 ×3Dreifachplatin · (41 Wo.)US | Erstveröffentlichung: 24. Januar 1995 Verkäufe: + 6.500.000   |
| 1998 | Van Halen III Warner Bros. Records                 | DE13 (5 Wo.)DE | AT23 (3 Wo.)AT | CH38 (3 Wo.)CH | UK43 (2 Wo.)UK | US4 Gold · (12 Wo.)US | Erstveröffentlichung: 17. März 1998 Verkäufe: + 1.000.000     |
| 2012 | A Different Kind of Truth Interscope Records       | DE8 (6 Wo.)DE | AT17 (4 Wo.)AT | CH6 (6 Wo.)CH | UK6 (4 Wo.)UK | US2 (17 Wo.)US | Erstveröffentlichung: 3. Februar 2012 Verkäufe: + 1.000.000   |

grau schraffiert: keine Chartdaten aus diesem Jahr verfügbar

Frontcover zu Diver Down

### Livealben
| Jahr | Titel Musiklabel                                 | Höchstplatzierung, Gesamtwochen, AuszeichnungChartplatzierungen (Jahr, Titel, Musiklabel, Platzierungen, Wochen, Auszeichnungen, Anmerkungen) | Höchstplatzierung, Gesamtwochen, AuszeichnungChartplatzierungen (Jahr, Titel, Musiklabel, Platzierungen, Wochen, Auszeichnungen, Anmerkungen) | Höchstplatzierung, Gesamtwochen, AuszeichnungChartplatzierungen (Jahr, Titel, Musiklabel, Platzierungen, Wochen, Auszeichnungen, Anmerkungen) | Höchstplatzierung, Gesamtwochen, AuszeichnungChartplatzierungen (Jahr, Titel, Musiklabel, Platzierungen, Wochen, Auszeichnungen, Anmerkungen) | Höchstplatzierung, Gesamtwochen, AuszeichnungChartplatzierungen (Jahr, Titel, Musiklabel, Platzierungen, Wochen, Auszeichnungen, Anmerkungen) | Anmerkungen                                                  |
| Jahr | Titel Musiklabel                                 | DE | AT | CH | UK | US | Anmerkungen                                                  |
| ---- | ------------------------------------------------ | --- | --- | --- | --- | --- | ------------------------------------------------------------ |
| 1993 | Live: Right Here, Right Now Warner Bros. Records | DE30 (12 Wo.)DE | AT30 (6 Wo.)AT | CH18 (10 Wo.)CH | UK24 (4 Wo.)UK | US5 ×2Doppelplatin · (23 Wo.)US | Erstveröffentlichung: 23. Februar 1993 Verkäufe: + 2.500.000 |
| 2015 | Tokyo Dome Live in Concert Warner Bros. Records  | DE64 (1 Wo.)DE | — | CH59 (1 Wo.)CH | UK74 (1 Wo.)UK | US20 (3 Wo.)US | Erstveröffentlichung: 31. März 2015                          |

### Kompilationen
| Jahr | Titel Musiklabel                                                                         | Höchstplatzierung, Gesamtwochen, AuszeichnungChartplatzierungen (Jahr, Titel, Musiklabel, Platzierungen, Wochen, Auszeichnungen, Anmerkungen) | Höchstplatzierung, Gesamtwochen, AuszeichnungChartplatzierungen (Jahr, Titel, Musiklabel, Platzierungen, Wochen, Auszeichnungen, Anmerkungen) | Höchstplatzierung, Gesamtwochen, AuszeichnungChartplatzierungen (Jahr, Titel, Musiklabel, Platzierungen, Wochen, Auszeichnungen, Anmerkungen) | Höchstplatzierung, Gesamtwochen, AuszeichnungChartplatzierungen (Jahr, Titel, Musiklabel, Platzierungen, Wochen, Auszeichnungen, Anmerkungen) | Höchstplatzierung, Gesamtwochen, AuszeichnungChartplatzierungen (Jahr, Titel, Musiklabel, Platzierungen, Wochen, Auszeichnungen, Anmerkungen) | Anmerkungen                                                  |
| Jahr | Titel Musiklabel                                                                         | DE | AT | CH | UK | US | Anmerkungen                                                  |
| ---- | ---------------------------------------------------------------------------------------- | --- | --- | --- | --- | --- | ------------------------------------------------------------ |
| 1996 | Best Of – Volume I Warner Bros. Records                                                  | DE7 Gold · (28 Wo.)DE | AT16 (6 Wo.)AT | CH26 (6 Wo.)CH | UK45 Gold · (2 Wo.)UK | US1 ×3Dreifachplatin · (55 Wo.)US | Erstveröffentlichung: 22. Oktober 1996 Verkäufe: + 8.000.000 |
| 2004 | The Best of Both Worlds (auch veröffentlicht als: The Very Best Of) Warner Bros. Records | DE28 (5 Wo.)DE | AT33 (3 Wo.)AT | CH55 (4 Wo.)CH | UK15 Gold · (10 Wo.)UK | US3 Platin · (17 Wo.)US | Erstveröffentlichung: 20. Juli 2004 Verkäufe: + 1.107.500    |

## Singles
| Jahr | Titel Album                                               | Höchstplatzierung, Gesamtwochen, AuszeichnungChartplatzierungen (Jahr, Titel, Album, Platzierungen, Wochen, Auszeichnungen, Anmerkungen) | Höchstplatzierung, Gesamtwochen, AuszeichnungChartplatzierungen (Jahr, Titel, Album, Platzierungen, Wochen, Auszeichnungen, Anmerkungen) | Höchstplatzierung, Gesamtwochen, AuszeichnungChartplatzierungen (Jahr, Titel, Album, Platzierungen, Wochen, Auszeichnungen, Anmerkungen) | Höchstplatzierung, Gesamtwochen, AuszeichnungChartplatzierungen (Jahr, Titel, Album, Platzierungen, Wochen, Auszeichnungen, Anmerkungen) | Höchstplatzierung, Gesamtwochen, AuszeichnungChartplatzierungen (Jahr, Titel, Album, Platzierungen, Wochen, Auszeichnungen, Anmerkungen) | Höchstplatzierung, Gesamtwochen, AuszeichnungChartplatzierungen (Jahr, Titel, Album, Platzierungen, Wochen, Auszeichnungen, Anmerkungen) | Anmerkungen                                                             |
| Jahr | Titel Album                                               | DE | AT | CH | UK | US | Rock | Anmerkungen                                                             |
| ---- | --------------------------------------------------------- | --- | --- | --- | --- | --- | --- | ----------------------------------------------------------------------- |
| 1978 | You Really Got Me Van Halen                               | — | — | — | — | US36 (11 Wo.)US | — | Erstveröffentlichung: Januar 1978 Original: The Kinks                   |
| 1978 | Runnin’ with the Devil Van Halen                          | — | — | — | UK52 (3 Wo.)UK | US84 (4 Wo.)US | — | Erstveröffentlichung: April 1978 Verkäufe: + 15.000                     |
| 1978 | Jamie’s Cryin’ Van Halen                                  | — | — | — | — | — | — | Erstveröffentlichung: Juli 1978                                         |
| 1978 | On Fire Van Halen                                         | — | — | — | — | — | — | Erstveröffentlichung: September 1978                                    |
| 1978 | Ain’t Talkin’ ’Bout Love Van Halen                        | — | — | — | — | — | — | Erstveröffentlichung: Oktober 1978                                      |
| 1979 | Dance the Night Away Van Halen II                         | — | — | — | — | US15 (15 Wo.)US | — | Erstveröffentlichung: April 1979                                        |
| 1979 | Beautiful Girls Van Halen II                              | — | — | — | — | US84 (4 Wo.)US | — | Erstveröffentlichung: August 1979                                       |
| 1979 | Somebody Get Me a Doctor Van Halen II                     | — | — | — | — | — | — | Erstveröffentlichung: August 1979                                       |
| 1980 | And the Cradle Will Rock … Women and Children First       | — | — | — | — | US55 (7 Wo.)US | — | Erstveröffentlichung: Mai 1980                                          |
| 1981 | Mean Street Fair Warning                                  | — | — | — | — | — | Rock12 (13 Wo.)Rock | Erstveröffentlichung: Mai 1981                                          |
| 1981 | So This Is Love? Fair Warning                             | — | — | — | — | — | Rock15 (11 Wo.)Rock | Erstveröffentlichung: Juni 1981                                         |
| 1981 | Unchained Fair Warning                                    | — | — | — | — | — | Rock13 (11 Wo.)Rock | Erstveröffentlichung: Juli 1981                                         |
| 1981 | Hear About It Later Fair Warning                          | — | — | — | — | — | — | Erstveröffentlichung: Dezember 1981                                     |
| 1982 | Oh, Pretty Woman Diver Down                               | — | — | — | — | US12 (16 Wo.)US | Rock1 (15 Wo.)Rock | Erstveröffentlichung: Januar 1982 Original: Roy Orbison & The Candy Men |
| 1982 | Dancing in the Street Diver Down                          | — | — | — | — | US38 (11 Wo.)US | Rock3 (15 Wo.)Rock | Erstveröffentlichung: April 1982 Original: Martha & the Vandellas       |
| 1982 | Secrets Diver Down                                        | — | — | — | — | — | Rock22 (7 Wo.)Rock | Erstveröffentlichung: Mai 1982                                          |
| 1983 | Jump 1984                                                 | DE4 (16 Wo.)DE | AT4 (8 Wo.)AT | CH4 (14 Wo.)CH | UK7 ×2Doppelplatin · (13 Wo.)UK | US1 Gold · (21 Wo.)US | Rock1 (13 Wo.)Rock | Erstveröffentlichung: 21. Dezember 1983 Verkäufe: + 2.560.000           |
| 1984 | Panama 1984                                               | — | — | — | UK61 Silber · (3 Wo.)UK | US13 (15 Wo.)US | Rock2 (31 Wo.)Rock | Erstveröffentlichung: Juni 1984 Verkäufe: + 215.000                     |
| 1984 | I’ll Wait 1984                                            | — | — | — | UK85 (2 Wo.)UK | US13 (14 Wo.)US | Rock2 (21 Wo.)Rock | Erstveröffentlichung: Juni 1984                                         |
| 1984 | Hot for Teacher 1984                                      | — | — | — | UK87 (2 Wo.)UK | US56 (7 Wo.)US | Rock24 (13 Wo.)Rock | Erstveröffentlichung: Oktober 1984                                      |
| 1986 | Why Can’t This Be Love 5150                               | DE8 (16 Wo.)DE | — | — | UK8 (15 Wo.)UK | US3 (16 Wo.)US | Rock1 (13 Wo.)Rock | Erstveröffentlichung: Februar 1986                                      |
| 1986 | Dreams 5150                                               | DE53 (6 Wo.)DE | — | — | UK62 (4 Wo.)UK | US22 (15 Wo.)US | Rock6 (18 Wo.)Rock | Erstveröffentlichung: Mai 1986                                          |
| 1986 | Best of Both Worlds 5150                                  | — | — | — | — | — | Rock12 (14 Wo.)Rock | Erstveröffentlichung: Mai 1986                                          |
| 1986 | Love Walks In 5150                                        | — | — | — | — | US22 (14 Wo.)US | Rock4 (23 Wo.)Rock | Erstveröffentlichung: Juli 1986                                         |
| 1988 | Black and Blue OU812                                      | — | — | — | — | US34 (10 Wo.)US | Rock1 (10 Wo.)Rock | Erstveröffentlichung: April 1988                                        |
| 1988 | When It’s Love OU812                                      | — | — | — | UK28 (7 Wo.)UK | US5 (17 Wo.)US | Rock1 (16 Wo.)Rock | Erstveröffentlichung: Juni 1988                                         |
| 1988 | Finish What Ya Started OU812                              | — | — | — | — | — | Rock31 (7 Wo.)Rock | Erstveröffentlichung: November 1988                                     |
| 1989 | Feels So Good OU812                                       | — | — | — | UK63 (2 Wo.)UK | US35 (14 Wo.)US | Rock6 (17 Wo.)Rock | Erstveröffentlichung: Januar 1989                                       |
| 1991 | Poundcake For Unlawful Carnal Knowledge                   | — | — | — | UK74 (1 Wo.)UK | — | Rock1 (11 Wo.)Rock | Erstveröffentlichung: Juni 1991                                         |
| 1991 | Runaround For Unlawful Carnal Knowledge                   | — | — | — | — | — | Rock1 (20 Wo.)Rock | Erstveröffentlichung: August 1991                                       |
| 1991 | Top of the World For Unlawful Carnal Knowledge            | — | — | — | UK63 (1 Wo.)UK | US27 (19 Wo.)US | Rock1 (51 Wo.)Rock | Erstveröffentlichung: Oktober 1991                                      |
| 1992 | Right Now For Unlawful Carnal Knowledge                   | — | — | — | — | US55 (13 Wo.)US | Rock2 (46 Wo.)Rock | Erstveröffentlichung: 30. Januar 1992                                   |
| 1993 | Jump (Live) Live: Right Here, Right Now                   | — | — | CH36 (1 Wo.)CH | UK26 (3 Wo.)UK | — | — | Erstveröffentlichung: Februar 1993                                      |
| 1993 | Won’t Get Fooled Again (Live) Live: Right Here, Right Now | — | — | — | — | — | Rock1 (9 Wo.)Rock | Erstveröffentlichung: Februar 1993 Original: The Who                    |
| 1995 | Don’t Tell Me (What Love Can Do) Balance                  | — | — | — | UK27 (2 Wo.)UK | — | Rock1 (19 Wo.)Rock | Erstveröffentlichung: Januar 1995                                       |
| 1995 | Can’t Stop Lovin’ You Balance                             | — | — | — | UK33 (2 Wo.)UK | US30 (20 Wo.)US | Rock2 (23 Wo.)Rock | Erstveröffentlichung: März 1995                                         |
| 1995 | Amsterdam Balance                                         | — | — | — | UK76 (1 Wo.)UK | — | Rock9 (11 Wo.)Rock | Erstveröffentlichung: Juni 1995                                         |
| 1995 | Not Enough Balance                                        | — | — | — | — | US97 (3 Wo.)US | Rock27 (9 Wo.)Rock | Erstveröffentlichung: August 1995                                       |
| 1996 | Humans Being Best Of – Volume I                           | — | — | — | — | — | Rock1 (19 Wo.)Rock | Erstveröffentlichung: 1996                                              |
| 1996 | Me Wise Magic Best Of – Volume I                          | — | — | — | — | — | Rock1 (26 Wo.)Rock | Erstveröffentlichung: 22. Oktober 1996                                  |
| 1997 | Can’t Get This Stuff No More Best Of – Volume I           | — | — | — | — | — | Rock12 (13 Wo.)Rock | Erstveröffentlichung: 1997                                              |
| 1998 | Without You Van Halen III                                 | — | — | — | — | — | Rock1 (12 Wo.)Rock | Erstveröffentlichung: 19. Februar 1998                                  |
| 1998 | Fire in the Hole Van Halen III                            | — | — | — | — | — | Rock6 (13 Wo.)Rock | Erstveröffentlichung: Juli 1998                                         |
| 1998 | One I Want Van Halen III                                  | — | — | — | — | — | Rock27 (6 Wo.)Rock | Erstveröffentlichung: August 1998                                       |
| 2012 | Tattoo A Different Kind of Truth                          | — | — | — | — | US67 (1 Wo.)US | Rock13 (8 Wo.)Rock | Erstveröffentlichung: 10. Januar 2012                                   |

grau schraffiert: keine Chartdaten aus diesem Jahr verfügbar

## Videoalben und Musikvideos

### Videoalben
| Jahr | Titel Musiklabel                                 | Höchstplatzierung, Gesamtwochen, AuszeichnungChartplatzierungen (Jahr, Titel, Musiklabel, Platzierungen, Wochen, Auszeichnungen, Anmerkungen) | Höchstplatzierung, Gesamtwochen, AuszeichnungChartplatzierungen (Jahr, Titel, Musiklabel, Platzierungen, Wochen, Auszeichnungen, Anmerkungen) | Höchstplatzierung, Gesamtwochen, AuszeichnungChartplatzierungen (Jahr, Titel, Musiklabel, Platzierungen, Wochen, Auszeichnungen, Anmerkungen) | Höchstplatzierung, Gesamtwochen, AuszeichnungChartplatzierungen (Jahr, Titel, Musiklabel, Platzierungen, Wochen, Auszeichnungen, Anmerkungen) | Höchstplatzierung, Gesamtwochen, AuszeichnungChartplatzierungen (Jahr, Titel, Musiklabel, Platzierungen, Wochen, Auszeichnungen, Anmerkungen) | Anmerkungen                                                                  |
| Jahr | Titel Musiklabel                                 | DE | AT | CH | UK | US | Anmerkungen                                                                  |
| ---- | ------------------------------------------------ | --- | --- | --- | --- | --- | ---------------------------------------------------------------------------- |
| 1986 | Live Without a Net Warner Bros. Records          | — | — | — | — | US— ×2DoppelplatinUS | Erstveröffentlichung: 1986 Verkäufe: + 207.500                               |
| 1993 | Live: Right Here, Right Now Warner Bros. Records | DE*DE | AT*AT | CH*CH | UK*UK | US* GoldUS | Erstveröffentlichung: 23. Februar 1993 Verkäufe: + 50.000; * siehe Livealbum |
| 1996 | Video Hits – Volume I Warner Bros. Records       | — | — | — | UK21 (3 Wo.)UK | US— GoldUS | Erstveröffentlichung: 1996 Verkäufe: + 50.000                                |

### Musikvideos
| Jahr | Titel                            | Regisseur(e)                                   |
| ---- | -------------------------------- | ---------------------------------------------- |
| 1978 | You Really Got Me                |                                                |
| 1978 | Runnin’ with the Devil           |                                                |
| 1978 | Jamie’s Cryin’                   |                                                |
| 1979 | Dance the Night Away             |                                                |
| 1979 | You’re No Good                   |                                                |
| 1979 | Bottoms Up!                      |                                                |
| 1980 | Loss of Control                  |                                                |
| 1981 | Oh, Pretty Woman                 |                                                |
| 1981 | Unchained                        |                                                |
| 1981 | So This Is Love, Live            | Bruce Gowers                                   |
| 1981 | Hear About It Later              |                                                |
| 1983 | Jump                             | David Lee Roth                                 |
| 1984 | Panama                           | Pete Angelus                                   |
| 1984 | Hot for Teacher                  | Pete Angelus, David Lee Roth                   |
| 1986 | Why Can’t This Be Love           | Brian Grant                                    |
| 1986 | Dreams (Version 1)               |                                                |
| 1986 | Love Walks In                    | Daniel Kleinman                                |
| 1986 | Best of Both Worlds              | Daniel Kleinman                                |
| 1988 | When It’s Love                   | Jeremiah S. Chechik                            |
| 1988 | Finish What Ya Started           | Andy Morahan                                   |
| 1989 | Feels So Good                    | Andy Morahan                                   |
| 1991 | Poundcake                        | Andy Morahan                                   |
| 1991 | Runaround                        | Meiert Avis                                    |
| 1991 | Top of the World                 | Meiert Avis (Musikvideo) Unbekannt (Livevideo) |
| 1992 | Right Now                        | Mark Fenske                                    |
| 1993 | Dreams (Version 2)               | Carolyn Beug, John Beug                        |
| 1994 | Don’t Tell Me (What Love Can Do) | Peter Christopherson                           |
| 1995 | Can’t Stop Loving You            | Peter Christopherson                           |
| 1995 | Amsterdam                        |                                                |
| 1995 | Not Enough                       |                                                |
| 1995 | Feelin’ (Live)                   |                                                |
| 1995 | The Seventh Seal (Live)          |                                                |
| 1996 | Humans Being                     | Rocky Schenck                                  |
| 1998 | Without You                      | Paul Andresen                                  |
| 1998 | Fire in the Hole                 | Rocky Schenck                                  |
| 1998 | Once                             |                                                |
| 2004 | It’s About Time                  |                                                |
| 2012 | Tattoo                           |                                                |
| 2012 | She’s the Woman                  |                                                |

## Promoveröffentlichungen
Airplay-Singles

| Jahr | Titel Album                                     | Höchstplatzierung, Gesamtwochen, AuszeichnungChartplatzierungen (Jahr, Titel, Album, Platzierungen, Wochen, Auszeichnungen, Anmerkungen) | Höchstplatzierung, Gesamtwochen, AuszeichnungChartplatzierungen (Jahr, Titel, Album, Platzierungen, Wochen, Auszeichnungen, Anmerkungen) | Höchstplatzierung, Gesamtwochen, AuszeichnungChartplatzierungen (Jahr, Titel, Album, Platzierungen, Wochen, Auszeichnungen, Anmerkungen) | Höchstplatzierung, Gesamtwochen, AuszeichnungChartplatzierungen (Jahr, Titel, Album, Platzierungen, Wochen, Auszeichnungen, Anmerkungen) | Höchstplatzierung, Gesamtwochen, AuszeichnungChartplatzierungen (Jahr, Titel, Album, Platzierungen, Wochen, Auszeichnungen, Anmerkungen) | Höchstplatzierung, Gesamtwochen, AuszeichnungChartplatzierungen (Jahr, Titel, Album, Platzierungen, Wochen, Auszeichnungen, Anmerkungen) | Anmerkungen                        |
| Jahr | Titel Album                                     | DE | AT | CH | UK | US | Rock | Anmerkungen                        |
| ---- | ----------------------------------------------- | --- | --- | --- | --- | --- | --- | ---------------------------------- |
| 1981 | Push Comes to Shove Fair Warning                | — | — | — | — | — | Rock29 (6 Wo.)Rock | Erstveröffentlichung: Mai 1981     |
| 1982 | Little Guitars Diver Down                       | — | — | — | — | — | Rock33 (10 Wo.)Rock | Erstveröffentlichung: April 1982   |
| 1982 | The Full Bug Diver Down                         | — | — | — | — | — | Rock42 (3 Wo.)Rock | Erstveröffentlichung: Mai 1982     |
| 1982 | Where Have All the Good Times Gone Diver Down   | — | — | — | — | — | Rock17 (12 Wo.)Rock | Erstveröffentlichung: Mai 1982     |
| 1988 | Mine All Mine OU812                             | — | — | — | — | — | Rock50 (3 Wo.)Rock | Erstveröffentlichung: Mai 1988     |
| 1988 | Cabo Wabo OU812                                 | — | — | — | — | — | Rock31 (7 Wo.)Rock | Erstveröffentlichung: Juni 1988    |
| 1992 | The Dream Is Over For Unlawful Carnal Knowledge | — | — | — | — | — | Rock7 (17 Wo.)Rock | Erstveröffentlichung: März 1992    |
| 1993 | Dreams (Live) Live: Right Here, Right Now       | — | — | — | — | — | — | Erstveröffentlichung: Februar 1993 |
| 1994 | The Seventh Seal Balance                        | — | — | — | — | — | Rock36 (5 Wo.)Rock | Erstveröffentlichung: 1994         |

grau schraffiert: keine Chartdaten aus diesem Jahr verfügbar
Promo-Singles

| Jahr | Titel Album                                    | Höchstplatzierung, Gesamtwochen, AuszeichnungChartplatzierungen (Jahr, Titel, Album, Platzierungen, Wochen, Auszeichnungen, Anmerkungen) | Höchstplatzierung, Gesamtwochen, AuszeichnungChartplatzierungen (Jahr, Titel, Album, Platzierungen, Wochen, Auszeichnungen, Anmerkungen) | Höchstplatzierung, Gesamtwochen, AuszeichnungChartplatzierungen (Jahr, Titel, Album, Platzierungen, Wochen, Auszeichnungen, Anmerkungen) | Höchstplatzierung, Gesamtwochen, AuszeichnungChartplatzierungen (Jahr, Titel, Album, Platzierungen, Wochen, Auszeichnungen, Anmerkungen) | Höchstplatzierung, Gesamtwochen, AuszeichnungChartplatzierungen (Jahr, Titel, Album, Platzierungen, Wochen, Auszeichnungen, Anmerkungen) | Höchstplatzierung, Gesamtwochen, AuszeichnungChartplatzierungen (Jahr, Titel, Album, Platzierungen, Wochen, Auszeichnungen, Anmerkungen) | Anmerkungen                                           |
| Jahr | Titel Album                                    | DE | AT | CH | UK | US | Rock | Anmerkungen                                           |
| ---- | ---------------------------------------------- | --- | --- | --- | --- | --- | --- | ----------------------------------------------------- |
| 1986 | Summer Nights 5150                             | — | — | — | — | — | Rock33 (9 Wo.)Rock | Erstveröffentlichung: Dezember 1986                   |
| 1991 | Man on a Mission For Unlawful Carnal Knowledge | — | — | — | — | — | Rock21 (8 Wo.)Rock | Erstveröffentlichung: 1991 auch B-Seite von Right Now |
| 2004 | It’s About Time The Best of Both Worlds        | — | — | — | — | — | Rock6 (11 Wo.)Rock | Erstveröffentlichung: 2004                            |
| 2004 | Up for Breakfast The Best of Both Worlds       | — | — | — | — | — | Rock33 (6 Wo.)Rock | Erstveröffentlichung: 2004                            |
| 2012 | She’s the Woman A Different Kind of Truth      | — | — | — | — | — | Rock23 (15 Wo.)Rock | Erstveröffentlichung: 28. Februar 2012                |

grau schraffiert: keine Chartdaten aus diesem Jahr verfügbar

## Boxsets
| Jahr | Titel Musiklabel                | Höchstplatzierung, Gesamtwochen, AuszeichnungChartplatzierungen (Jahr, Titel, Musiklabel, Platzierungen, Wochen, Auszeichnungen, Anmerkungen) | Höchstplatzierung, Gesamtwochen, AuszeichnungChartplatzierungen (Jahr, Titel, Musiklabel, Platzierungen, Wochen, Auszeichnungen, Anmerkungen) | Höchstplatzierung, Gesamtwochen, AuszeichnungChartplatzierungen (Jahr, Titel, Musiklabel, Platzierungen, Wochen, Auszeichnungen, Anmerkungen) | Höchstplatzierung, Gesamtwochen, AuszeichnungChartplatzierungen (Jahr, Titel, Musiklabel, Platzierungen, Wochen, Auszeichnungen, Anmerkungen) | Höchstplatzierung, Gesamtwochen, AuszeichnungChartplatzierungen (Jahr, Titel, Musiklabel, Platzierungen, Wochen, Auszeichnungen, Anmerkungen) | Anmerkungen                                                                          |
| Jahr | Titel Musiklabel                | DE | AT | CH | UK | US | Anmerkungen                                                                          |
| ---- | ------------------------------- | --- | --- | --- | --- | --- | ------------------------------------------------------------------------------------ |
| 2015 | The Collection Rhino Records    | — | — | — | — | — | Erstveröffentlichung: 27. März 2015 umfasst alle Alben mit Leadsänger David Lee Roth |
| 2023 | The Collection II Rhino Records | DE27 (1 Wo.)DE | — | — | — | US62 (1 Wo.)US | Erstveröffentlichung: 6. Oktober 2023 umfasst alle Alben mit Leadsänger Sammy Hagar  |

## Statistik

### Chartauswertung
|                     | DE     | AT     | CH     | UK     | US     |
| ------------------- | ------ | ------ | ------ | ------ | ------ |
| Nummer-eins-Alben   | DE—DE  | AT—AT  | CH—CH  | UK—UK  | US5US  |
| Top-10-Alben        | DE4DE  | AT—AT  | CH4CH  | UK2UK  | US14US |
| Alben in den Charts | DE16DE | AT10AT | CH11CH | UK17UK | US17US |

|                       | DE    | AT    | CH    | UK     | US     | Rock       |
| --------------------- | ----- | ----- | ----- | ------ | ------ | ---------- |
| Nummer-eins-Singles   | DE—DE | AT—AT | CH—CH | UK—UK  | US1US  | Rock13Rock |
| Top-10-Singles        | DE2DE | AT1AT | CH1CH | UK2UK  | US3US  | Rock26Rock |
| Singles in den Charts | DE3DE | AT1AT | CH2CH | UK13UK | US23US | Rock48Rock |

|                          | DE    | AT    | CH    | UK    | US    |
| ------------------------ | ----- | ----- | ----- | ----- | ----- |
| Nummer-eins-Videoalben   | DE—DE | AT—AT | CH—CH | UK—UK | US—US |
| Top-10-Videoalben        | DE—DE | AT—AT | CH—CH | UK—UK | US—US |
| Videoalben in den Charts | DE—DE | AT—AT | CH—CH | UK1UK | US—US |

### Auszeichnungen für Musikverkäufe
| Land/RegionAuszeichnungen für Musikverkäufe (Land/Region, Auszeichnungen, Verkäufe, Quellen) | Silber     | Gold       | Platin       | Diamant     | Verkäufe   | Quellen                                                     |
| -------------------------------------------------------------------------------------------- | ---------- | ---------- | ------------ | ----------- | ---------- | ----------------------------------------------------------- |
| Argentinien (CAPIF)                                                                          | —          | Gold1      | —            | —           | 20.000     | capif.org.ar (Memento vom 6. Juli 2011 im Internet Archive) |
| Australien (ARIA)                                                                            | —          | Gold1      | 4× Platin4   | —           | 232.500    | aria.com.au                                                 |
| Brasilien (PMB)                                                                              | —          | 2× Gold2   | —            | —           | 200.000    | pro-musicabr.org.br                                         |
| Dänemark (IFPI)                                                                              | —          | —          | Platin1      | —           | 90.000     | ifpi.dk                                                     |
| Deutschland (BVMI)                                                                           | —          | 3× Gold3   | Platin1      | —           | 1.250.000  | musikindustrie.de                                           |
| Finnland (IFPI)                                                                              | —          | 2× Gold2   | —            | —           | 47.320     | ifpi.fi                                                     |
| Frankreich (SNEP)                                                                            | —          | 4× Gold4   | —            | —           | 400.000    | infodisc.fr snepmusique.com                                 |
| Italien (FIMI)                                                                               | —          | Gold1      | Platin1      | —           | 75.000     | fimi.it                                                     |
| Japan (RIAJ)                                                                                 | —          | 5× Gold5   | 4× Platin4   | —           | 1.300.000  | riaj.or.jp JP2                                              |
| Kanada (MC)                                                                                  | —          | 2× Gold2   | 24× Platin24 | —           | 2.490.000  | musiccanada.com                                             |
| Neuseeland (RMNZ)                                                                            | —          | 2× Gold2   | 10× Platin10 | —           | 237.500    | aotearoamusiccharts.co.nz NZ2                               |
| Niederlande (NVPI)                                                                           | —          | 2× Gold2   | Platin1      | —           | 200.000    | nvpi.nl                                                     |
| Spanien (Promusicae)                                                                         | —          | —          | Platin1      | —           | 60.000     | elportaldemusica.es                                         |
| Vereinigte Staaten (RIAA)                                                                    | —          | 4× Gold4   | 38× Platin38 | 2× Diamant2 | 57.800.000 | riaa.com                                                    |
| Vereinigtes Königreich (BPI)                                                                 | 4× Silber4 | 4× Gold4   | 2× Platin2   | —           | 1.980.000  | bpi.co.uk                                                   |
| Insgesamt                                                                                    | 4× Silber4 | 33× Gold33 | 87× Platin87 | 2× Diamant2 |            |                                                             |